# Réserve totale de faune d'Arly
Pour les articles homonymes, voir Arly (homonymie).
La réserve totale de faune d'Arly, souvent appelée parc national d'Arly, est une réserve naturelle du Burkina Faso située dans la région Est. La réserve fait l'objet de multiples reconnaissances internationales, telles que l'appartenance au patrimoine mondial et aux réserves de biosphère de l'Unesco. 

## Caractéristiques
La superficie de la réserve totale de faune d'Arly est de 760 km2. Elle a été créée par le décret no 8885 SEF du 13 décembre 1954 ; elle appartient à l'Unité de protection et de conservation Arly (« UPC Arly »). La réserve est transfrontalière avec le parc national de la Pendjari situé au Bénin. 
La gestion du parc est déléguée à l'ONG NATURAMA depuis 1993.

Le parc national d'Arly correspond au groupement de la réserve totale de faune d'Arly et de la réserve totale de faune de Modjoari mais il n'existe pas de déclaration officielle justifiant ce statut.  

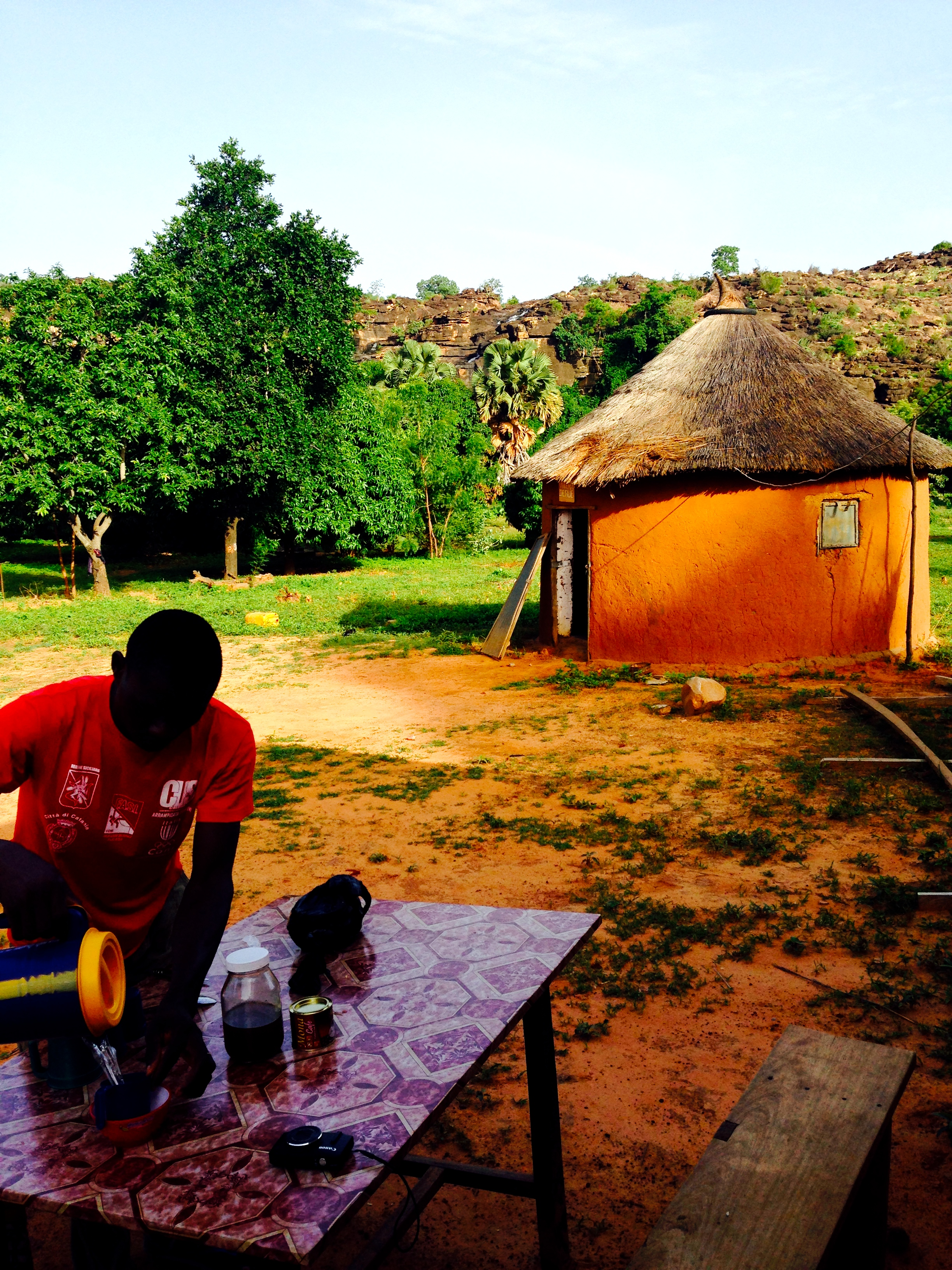
Pause-café au pied de la falaise de Gobnangou

## Reconnaissances internationales

Carte du complexe W-Arly-Pendjari (WAP)

Le parc national d'Arly, avec le parc national de la Pendjari et le parc national du W ainsi que les réserves de faune de Koakrana, Kourtiagou (Burkina Faso) et Konkombri, Mékrou (Bénin) constituent un vaste complexe d'aires protégées entre le Burkina Faso, le Bénin et le Niger. D'une superficie de 17 148,31 km2, cette zonation continue forme un corridor écologique reconnu depuis 1996 au patrimoine mondial de l'Unesco.
La réserve est désignée en tant que site Ramsar depuis 2009 pour l'importance internationale de ses zones humides.
La réserve d'Arly fait partie d'un complexe d'aires protégées avec la réserve totale de faune du Singou formant une zone importante pour la conservation des oiseaux.
La réserve fait partie de la réserve de biosphère d'Arly reconnue par l'Unesco en 2018. Elle s'étend sur 2 120 679,45 ha, elle est gérée par l’Office national des aires protégées (OFINAP). En 2020, elle devient une réserve de biosphère transfrontière avec le Bénin et le Niger sous l'appellation complexe W-Arly-Pendjari (WAP) et couvre une superficie de plus de 94 000 km2.

## Faune
Le site abrite de nombreux reptiles (crocodiles…), oiseaux (dont 21 espèces aquatiques comme des canards, des hérons et des cigognes) et mammifères menacés (éléphant d'Afrique, lion, etc.).